# فرودگاه آبی پاراکای
 فرودگاه آبی پاراکای (به انگلیسی: Parakai Aerodrome) یک فرودگاه همگانی است که یک باند فرود Bitumen 760m, plus a چمن on سنگ آهک extension 140m. دارد و طول باند آن ۹۰۰ متر است. این فرودگاه در شهر  آوکلند کشور نیوزلند قرار دارد و در ارتفاع ۲ متری از سطح دریا واقع شده است.